# Lepidotrigla
Chi Cá chào mào (danh pháp khoa học: Lepidotrigla) là một chi cá trong họ Triglidae thuộc bộ Cá vược (Perciformes), trước đây coi là thuộc bộ Cá mù làn (Scorpaeniformes), được tìm thấy ở Đại Tây Dương, Thái Bình Dương và Ấn Độ Dương.

## Các loài
Có 53 loài được ghi nhận trong chi này:
- Lepidotrigla abyssalis D. S. Jordan & Starks, 1904
- Lepidotrigla alata (Houttuyn, 1782)
- Lepidotrigla alcocki Regan, 1908
- Lepidotrigla annamarae del Cerro & Lloris, 1997
- Lepidotrigla argus J. D. Ogilby, 1910 (Long-finned gurnard)
- Lepidotrigla argyrosoma Fowler, 1938
- Lepidotrigla bentuviai Richards & Saksena, 1977 (Twohorn gurnard)
- Lepidotrigla bispinosa Steindachner, 1898 (Bullhorn gurnard)
- Lepidotrigla brachyoptera F. W. Hutton, 1872 (Scaly gurnard)
- Lepidotrigla cadmani Regan, 1915 (Scalebreast gurnard)
- Lepidotrigla calodactyla J. D. Ogilby, 1910 (Drab longfin gurnard)
- Lepidotrigla carolae Richards, 1968 (Carol's gurnard)
- Lepidotrigla cavillone (Lacépède, 1801) (Large-scaled gurnard)
- Lepidotrigla deasoni Herre & Kauffman, 1952
- Lepidotrigla dieuzeidei Blanc & Hureau, 1973 (Spiny gurnard)
- Lepidotrigla eydouxii Sauvage, 1878
- Lepidotrigla faurei Gilchrist & W. W. Thompson, 1914 (Scalybreast gurnard)
- Lepidotrigla grandis J. D. Ogilby, 1910 (Supreme gurnard)
- Lepidotrigla guentheri Hilgendorf, 1879
- Lepidotrigla hime Matsubara & Hiyama, 1932
- Lepidotrigla japonica (Bleeker, 1854)
- Lepidotrigla jimjoebob Richards, 1992
- Lepidotrigla kanagashira Kamohara, 1936
- Lepidotrigla kishinouyi Snyder, 1911
- Lepidotrigla larsoni del Cerro & Lloris, 1997 (Swordtip gurnard)
- Lepidotrigla lepidojugulata S. Z. Li, 1981
- Lepidotrigla longifaciata Yatou, 1981
- Lepidotrigla longimana S. Z. Li, 1981
- Lepidotrigla longipinnis Alcock, 1890
- Lepidotrigla macrobrachia Fowler, 1938
- Lepidotrigla marisinensis (Fowler, 1938)
- Lepidotrigla microptera Günther, 1873 - Cá chào mào ria đỏ.
- Lepidotrigla modesta Waite, 1899 (Grooved gurnard)
- Lepidotrigla mulhalli W. J. Macleay, 1884 (Rough-snouted gurnard)
- Lepidotrigla multispinosa J. L. B. Smith, 1934 (Indian Ocean spiny gurnard)
- Lepidotrigla musorstom del Cerro & Lloris, 1997
- Lepidotrigla nana del Cerro & Lloris, 1997
- Lepidotrigla oglina Fowler, 1938
- Lepidotrigla omanensis Regan, 1905 (Oman gurnard)
- Lepidotrigla papilio (G. Cuvier, 1829) (Australian spiny gurnard)
- Lepidotrigla pectoralis Fowler, 1938
- Lepidotrigla pleuracanthica J. Richardson, 1845 (Eastern spiny gurnard)
- Lepidotrigla punctipectoralis Fowler, 1938 (Finspot gurnard)
- Lepidotrigla robinsi Richards, 1997
- Lepidotrigla russelli del Cerro & Lloris, 1995 (Smooth gurnard)
- Lepidotrigla sayademalha Richards, 1992
- Lepidotrigla sereti del Cerro & Lloris, 1997
- Lepidotrigla spiloptera Günther, 1880 - cá chào mào đốm cánh
- Lepidotrigla spinosa M. F. Gomon, 1987 (Shortfin gurnard)
- Lepidotrigla umbrosa J. D. Ogilby, 1910 (Blackspot gurnard)
- Lepidotrigla vanessa (J. Richardson, 1839) (Butterfly gurnard)
- Lepidotrigla vaubani del Cerro & Lloris, 1997
- Lepidotrigla venusta Fowler, 1938